# Coelopa africana
Coelopa africana är en tvåvingeart som beskrevs av Malloch 1933. Coelopa africana ingår i släktet Coelopa och familjen tångflugor. Inga underarter finns listade i Catalogue of Life.